# Messejana
Messejana é uma povoação portuguesa sede da Freguesia de Messejana do Município de Aljustrel, freguesia com 113,77 km² de área e 811 habitantes (censo de 2021), tendo, por isso, uma densidade populacional de 7,1 hab./km².

## História
O seu nome teve origem na palavra árabe masjana, que significa prisão ou cárcere. Deriva do verbo sajana (encarcerar, meter na prisão).
Reconquistada aos mouros por Dom Sancho II em 1235, recebeu de Dom Dinis categoria de concelho (extinto em 24 de Outubro de 1855, pelo Ministro do Reino Rodrigo da Fonseca). Dom Dinis mandou restaurar o seu castelo em 1288 e doou a vila à Ordem Militar de Santiago da Espada.
Dom João III doou-a a Dom João da Silva, Senhor de Vagos, conhecido como “Grande Regedor“. Sucedeu-lhe seu neto Dom Lourenço da Silva, que fez construir (1566-1570) o convento para frades franciscanos e a Igreja da Misericórdia. Dom Lourenço da Silva morreu com cinco irmãos em 1578, na batalha de Alcácer Quibir, da qual participaram a pedido da mãe, que recebera Dom Sebastião em Messejana, em 1573.
Messejana chegou a ter 11 igrejas: a Matriz, a da Misericórdia, a de Nossa Senhora d‘Assunção, a de N. Senhora do Carmo, a de S. Marcos, a do Convento, a dos Santos Reis, a do Espírito Santo, a de S. Sebastião, a de S. Braz, a de S. Pedro (o velho) e a igreja de S. Pedro (o novo), que não chegou a ser acabada. Também existiam em Messejana três capelas particulares.
Atualmente só há quatro: Igreja Matriz, Igreja da Misericórdia, Igreja de N. Senhora d‘Assunção e Igreja dos Santos Reis. Para além das igrejas, existe ainda a capela da Aldeia dos Elvas.
Podem-se ver ainda as ruínas do Castelo medieval, a Torre do Relógio, as ruínas do Convento, o Fontanário de Alonso Gomes, o Cruzeiro da Independência, casas solarengas e o Museu Etnográfico Biblioteca Pública.
Terra histórica, foi berço de pessoas ilustres e palco de episódios importantes. Recebeu foral de D. Manuel I a 1 de Julho de 1512. D. João II esteve em Messejana em 8 e 9 de Outubro de 1495 quando seguia, doente,  para as Caldas de Monchique. Quando D. Sebastião visitou o Sul em 1573, esteve quatro dias em Messejana com a comitiva.
O termo da vila englobava também a freguesia da Conceição. Após 1836, foram-lhe anexadas as freguesias de Vale de Santiago, Alvalade, Casével e Panóias.
O Duque da Terceira esteve em Messejana com sua força militar, reunindo seu conselho de brigadeiros em 17 de Julho de 1833, quando ficou decidida a tomada de Lisboa que deu a vitória aos liberais, os quais derrotaram os miguelistas em 24 de julho de 1833.
Messejana ainda conserva um pouco do seu património e um povo muito enraizado nas suas tradições.

## Demografia
A população registada nos censos foi:
| Distribuição da População por Grupos Etários | Distribuição da População por Grupos Etários | Distribuição da População por Grupos Etários | Distribuição da População por Grupos Etários | Distribuição da População por Grupos Etários |
| -------------------------------------------- | -------------------------------------------- | -------------------------------------------- | -------------------------------------------- | -------------------------------------------- |
| Ano                                          | 0-14 Anos                                    | 15-24 Anos                                   | 25-64 Anos                                   | > 65 Anos                                    |
| 2001                                         | 135                                          | 149                                          | 554                                          | 274                                          |
| 2011                                         | 77                                           | 77                                           | 448                                          | 290                                          |
| 2021                                         | 84                                           | 53                                           | 381                                          | 293                                          |

## Património
- Casa na Rua da Igreja n.º 4
- Castelo de Messejana
- Chafariz de Alonso Gomes
- Conjunto da Igreja da Misericórdia de Messejana (Igreja, Prisão e Torre)
- Convento de São Francisco / Convento de Nossa Senhora da Piedade
- Igreja de Nossa Senhora da Assunção de Messejana
- Igreja Paroquial de Messejana / Igreja de Nossa Senhora dos Remédios
- Lápide funerária de Muhammad Khalifa
- Palacete do Morgado / Casa dos Morgados Moreira
- Pelourinho de Messejana
- Portão da Horta do Anjinho

## Galeria

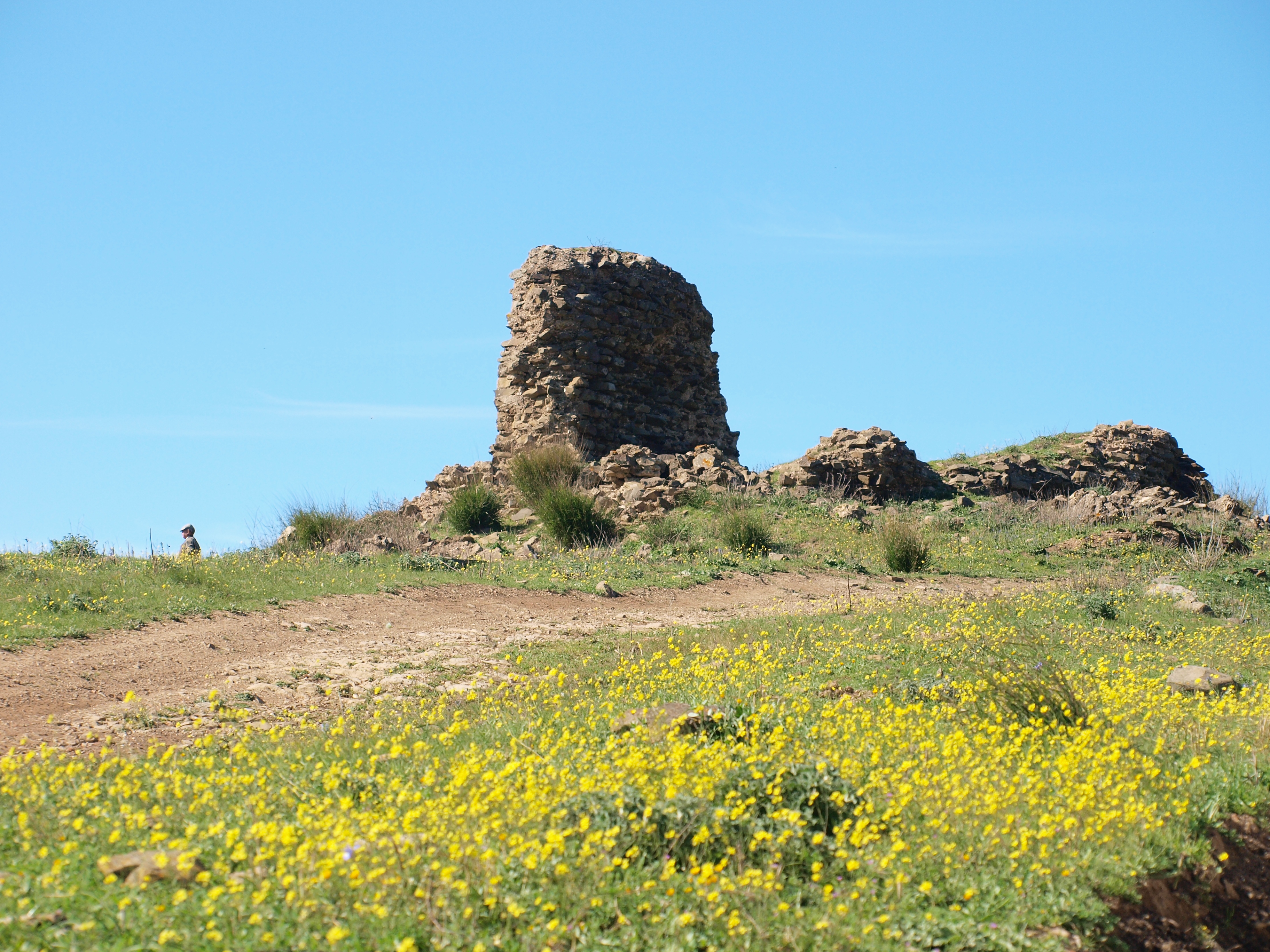
Ruínas do castelo de Messejana
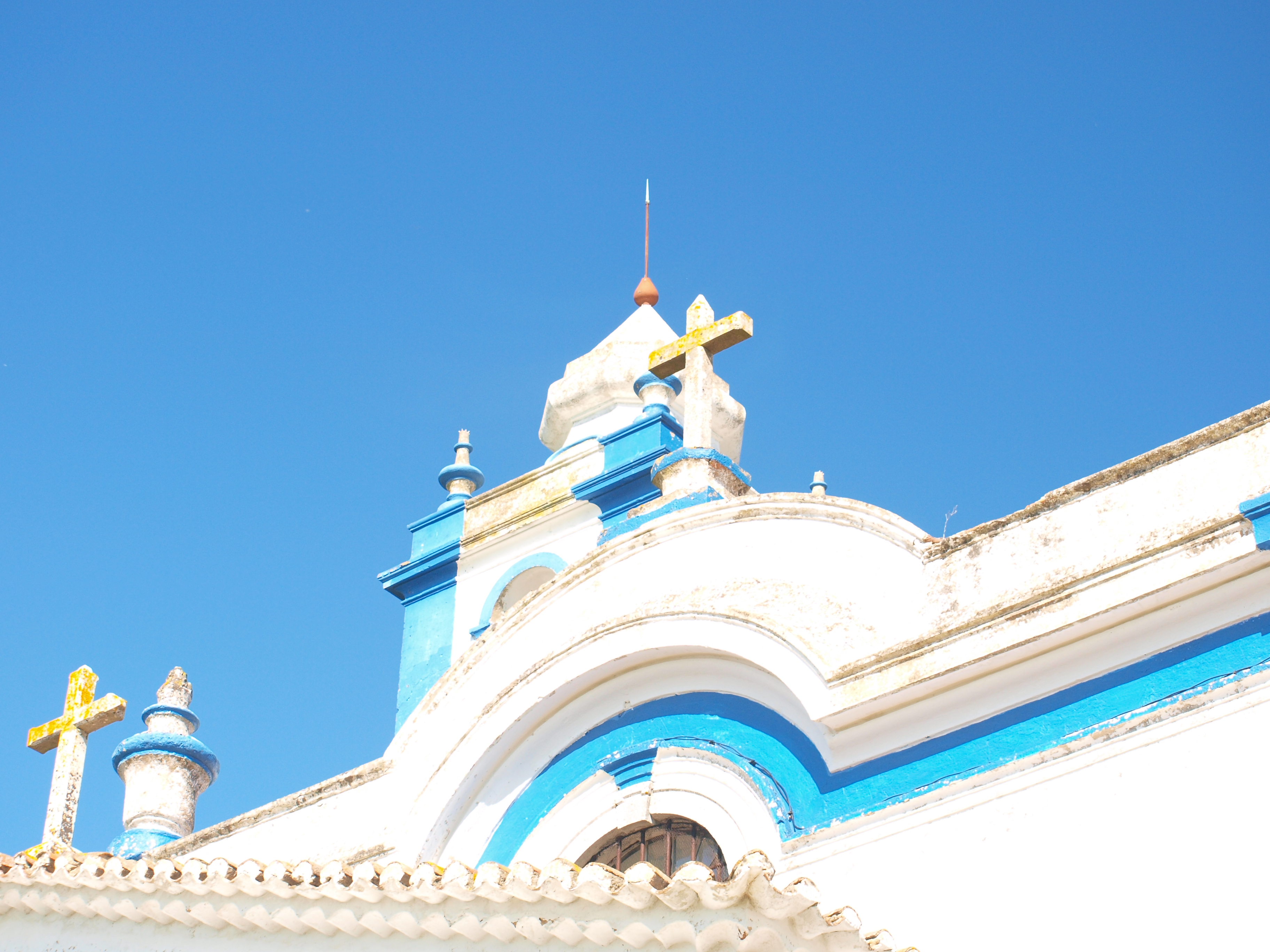
Pormenor de igreja junto ao castelo
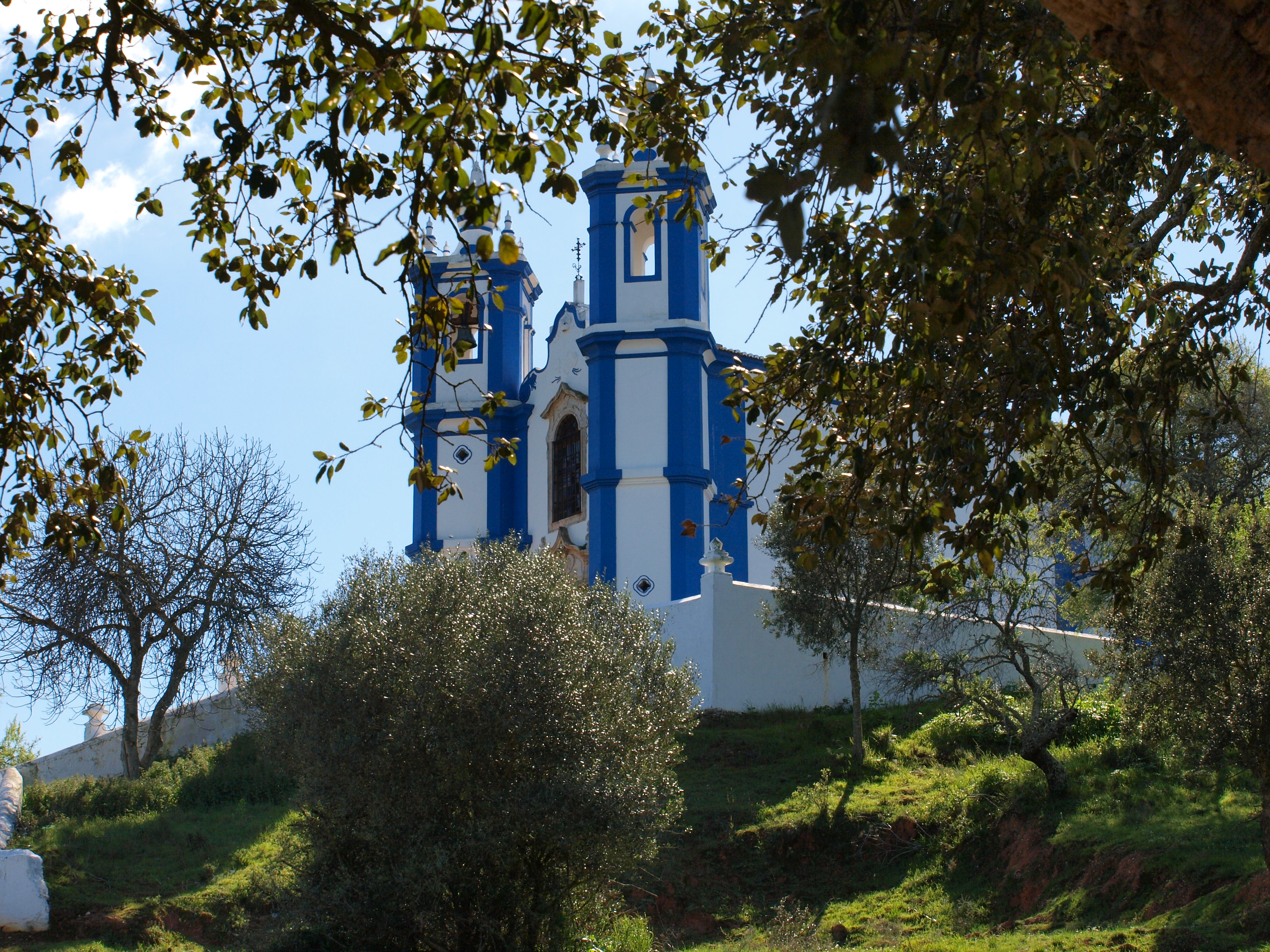
Igreja nos arredores de Messejana
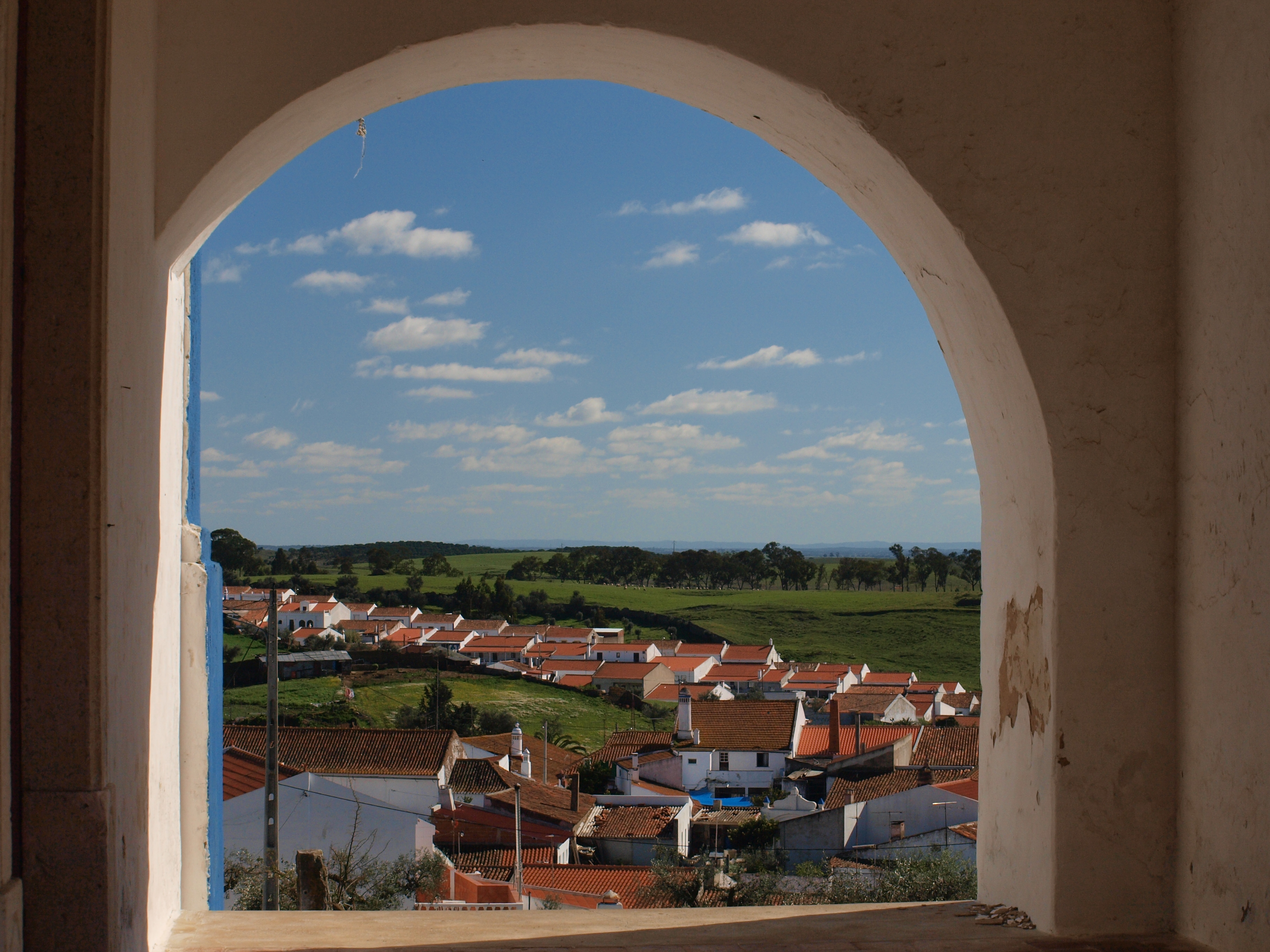
Vista a partir de igreja junto ao castelo

## Eventos Culturais
- Feira anual (1.º domingo de junho)
- Festas de Santa Maria (15 de agosto)

## Figuras ilustres
- Francisco Colaço do Rosário (1935 - 2008) - Engenheiro e enólogo, um dos maiores promotores dos vinhos alentejanos[5]
- Maria Nobre Franco (1938 - 2015) - Galerista e coleccionadora de arte[6]